# Juxtaglomerulärer Apparat

Schema eines Nierenkörperchens und ihm anliegender Strukturen. A: Nierenkörperchen, B: Hauptstück, C: Mittelstück, D: Juxtaglomerulärer Apparat. 5a. intraglomeruläre Mesangiumzellen, 5b extraglomeruläre Mesangiumzellen, 6. juxtaglomeruläre Zellen (Polkissen), 7. Macula densa

Der juxtaglomeruläre Apparat (von lateinisch juxta ‚nahe bei‘ und Glomerulum) ist im Nephron, der Funktionseinheit der Niere, die Kontaktstelle zwischen versorgendem Blutgefäß (Vas afferens) und dem distalen Nierenkanälchen. Hier wird unter anderem das zur Steuerung des Elektrolyt- und Wasserhaushalts und des Blutdrucks wichtige Enzym Renin gebildet, das dann über das Blutgefäßsystem zur Leber transportiert wird (→ Renin-Angiotensin-Aldosteron-System / RAAS).

## Aufbau
Der juxtaglomeruläre Apparat ist aus drei Teilen aufgebaut:
- Die Macula densa ist ein chemosensitives Feld, das aus hohen, dicht stehenden Epithelzellen in der Wand des geraden distalen Tubulus des Nierenkanälchens, das zu diesem Glomerulus gehört, besteht.
- Die als Polkissen bezeichneten, Renin enthaltenden (granulierten) epitheloiden Myozyten (also im Epithel liegende Muskelzellen), die auch unter dem Begriff juxtaglomeruläre Zellen auftauchen, in der Wand des Vas afferens.
- Extraglomeruläre Mesangiumzellen oder Goormaghtigh-Zellen sind umschlossen von Vas afferens, Vas efferens und der Macula densa zu finden.

Die Polkissen bilden das gefäßaktive Enzym Renin das im RAAS eine wichtige Rolle spielt.

## Erkrankungen
Bei einem Tumor (Reninom), z. B. Hämangioperizytom, Nephroblastom,  kann es zu einer vermehrten Produktion von Renin (Hyperreninismus) kommen.